# Brough (Yorkshire de l'Est)
Pour les articles homonymes, voir Brough.
Brough ou Brough-on-Humber est une ville du Yorkshire de l'Est, en Angleterre. Elle est située sur la rive nord de l'estuaire de l'Humber, à une vingtaine de kilomètres à l'ouest du centre-ville de Kingston-upon-Hull. Avec le village voisin de Elloughton, elle forme la paroisse civile d'Elloughton-cum-Brough, qui comptait 10 075 habitants au moment du recensement de 2011.

## Étymologie
Comme les autres villes et villages portant ce nom en Angleterre, le nom Brough dérive du vieil anglais burh désignant une place fortifiée. Celui du Yorkshire de l'Est est attesté vers 1200 sous la forme Burg.
Le toponyme celtique pourrait être dérivé de petuarios qui signifie « quatrième », en l'occurrence « le quatrième fort » ou « la quatrième ville » (cf. m. gallois petwerydd, v. breton petguare, breton pevare, quatrième). La ville de Pithiviers est un ancien Ped(e)uerius (Pedeverius, 843 (CH2, 64), vicaria Petvarensis, 1025) et se situe à la limite supposée du territoire des Carnutes avec les Parisii.

## Histoire
La ville correspond à l'antique Petuaria, la civitas du peuple des Parisii sous domination romaine. L'archevêque d'York Walter de Gray lui octroie le statut de borough en 1239, mais les libertés associées ne semblent pas avoir été exercées par ses habitants pendant plusieurs siècles.
C'est dans la région de Brough que le bandit de grands chemins Dick Turpin commet ses derniers vols de chevaux en 1737.

## Articles liés
- Aérodrome de Brough (en)